# 2390 Nežárka
2390 Nežárka eller 1980 PA1 är en asteroid i huvudbältet som upptäcktes den 14 augusti 1980 av den tjeckiske astronomen Zdeňka Vávrová vid Kleť-observatoriet. Den är uppkallad efter floden Nežárka i Tjeckien.
Asteroiden har en diameter på ungefär 22 kilometer.